# Susanne skal over gaden
|  | Denne artikel er oprettet af botten Steenthbot ud fra en ekstern database. Den kan derfor have sproglige fejl eller mangler. Denne skabelon kan fjernes efter kontrol af indholdet. |

Susanne skal over gaden er en dansk oplysningsfilm fra 1974.

## Handling
Alle i trafikken skal passe på, også Susanne, - ca. 7år.